# Операция «Нортвудс»
Операция «Нортвудс», спланированная в 1962 году министерством обороны США, была призвана подготовить американское общественное мнение к вооружённому вторжению на Кубу с целью свержения правительства Фиделя Кастро. Операция предполагала осуществление террористических акций с мнимыми или реальными жертвами на территории США, Кубы и других стран, включая угон самолётов, имитацию враждебных действий под чужим флагом, организованные государством акты террора. Операция была частью «Кубинского проекта», разработанного правительством США по инициативе президента. Инициаторами плана выступил ряд высокопоставленных чиновников министерства обороны, включая главу объединённого комитета начальников штабов генерала Лаймана Лемницера.
13 марта 1962 года министр обороны Роберт Макнамара представил сверхсекретный план на рассмотрение президенту Джону Кеннеди. Однако Кеннеди отклонил проект и вскоре уволил Лемницера. Несмотря на это, объединённый комитет начальников штабов продолжал планирование операций, заключающихся в фабрикации враждебных действий кубинского государства. Через год Кеннеди был убит.

## Содержание операции
Среди прочих рассматривались следующие варианты операции:
- Диверсии внутри и вокруг американской военной базы в Гуантанамо (в качестве примеров рассматривались: поджог самолёта и затопление корабля; при этом было необходимо опубликовать список несуществующих «погибших»).
- Затопление судна с кубинскими беженцами.
- Организовать террористические акты в Майами, других городах Флориды и в Вашингтоне, направленные на кубинских беженцев. Произвести арест «кубинских агентов» и опубликовать фальшивые «документы».
- Совершить авианалёт на территорию сопредельных с Кубой государств.
- Сымитировать атаки на пассажирские самолёты и сбить беспилотный американский самолёт или взорвать радиоуправляемый корабль. Для имитации атак использовать, перекрашенный под «кубинский МиГ» истребитель F-86 «Сейбр». Также планировалось опубликовать в газетах список выдуманных погибших в сбитом самолёте или взорванном корабле.
- Сымитировать сбитие военного самолёта США кубинским МиГом.

Ответственность за все подобные действия должна была возлагаться на кубинские силы и на кубинское правительство для оправдания последующей американской агрессии против Кубы.